# بوش ۷۴۱۴
سیارک ۷۴۱۴ (به انگلیسی: 7414 Bosch، نامگذاری:1990TD8) هفت هزار و چهارصد و چهاردهمین سیارک کشف شده‌است که در ۱۳ اکتبر ۱۹۹۰ کشف شد.
قدر مطلق سیارک برابر ۱۲٫۶۰ است.